# Micratemnus sulcatus
Micratemnus sulcatus es una especie de arácnido del orden Pseudoscorpionida de la familia Atemnidae.

## Distribución geográfica
Se encuentra en Kenia y Tanzania.